# 素朴派
素朴派（そぼくは、ナイーヴ・アート）とは、主として19世紀から20世紀にかけて存在した絵画の一傾向のこと。ナイーヴ・アート（英: Naïve Art）、パントル・ナイーフ（仏: Peintre Naïf）と呼ばれることもある。一般には、画家を職業としない者が、正式な美術教育を受けぬまま、絵画を制作しているケースを意味する。そのため別の生業がある者が多い。アウトサイダー・アートも参照。

## 概説
素朴派（ナイーヴ・アート）は、美術学校や美大などで、正式な美術教育を受けていない者によるアートを指している 
。素朴派の画家たちを見出し、近代絵画における一領域として概念的に確立させたのは画商のヴィルヘルム・ウーデであった。ウーデは1910年、アンリ・ルソーの最初の伝記を書いた。また、ルイ・ヴィヴァン、セラフィーヌ・ルイ、アンドレ・ボーシャン、カミーユ・ボンボワらを次々に見出し、1927年にはこの4名にルソーを含めて「聖なる心の画家」展を企画した。
素朴派の画家は、美術界の潮流や技術的なことにはあまり関心がなく、かえって独創的な作風に至ることが多い。どのような手法で描くかよりも、何を描くか、すなわちモチーフにこだわる傾向にある。
素朴派の作品は、対象を写実的に描写した具象的な絵画がほとんどであることから、一般的に前衛性はないが、例えばセラフィーヌ・ルイやアンリ・ルソーなどの一部の作家については、前衛的な要素（幻想性等）を認める考え方もある。また、素人画家とはいえ、グランマ・モーゼスのように晩年になるにつれ明らかに深化を見せる者もおり、特徴と言われる「稚拙さ」は、あくまでプロの画家と比較した場合の相対的なものである。
素朴派について語られるとき、プリミティブ・アート、プリミティヴィスムという概念がしばしば議論される。素朴派や精神障害者、未開芸術など、正規の西洋美術の教育から外れた美術はプリミティブ・アートと呼ばれるが、それらの芸術が20世紀の美術界に与えた影響は大きく、プリミティヴィスムという潮流を作り上げた。著名な画家にゴーギャンやジョルジュ・ルオー、パウル・クレー、パブロ・ピカソ、アメデオ・モディリアーニ、シャガールなどが挙げられる。しかしプリミティヴィスムは、19世紀後半のモネやゴッホによって注目されたジャポニスムに比べると、研究が進んでいるとは言い難い。
例えばゴーギャン自身は、素朴派の画家とは異なり、十分な美術教育を受けたとは言えないまでも、少なくとも一時は印象派の影響を受けており、また古典的な伝統絵画も研究していたので、プリミティブ・アートではなく、それらから影響を受けたプリミティヴィスムと呼ばれる。それに対して、自身が精神病患者であったゴッホの扱いは難しい。独学の精神障害者の芸術という点で、プリミティブ・アートであったという見方もある一方、ゴーギャンと同様印象派の影響を受け、ミレーなどの伝統絵画を研究していたゴッホは、自身を伝統絵画の歴史を継承するプロの芸術家であると自認していた。よっていわゆる素人画家、日曜画家ではなく、プロの画家として活動していた時点でプリミティブ・アートとは呼べず、プリミティヴィスムとみなすべきであるという見方もある。
一方で、生粋のプリミティブ・アートと目されるルソーも、一見正統派美術には無関心であったかに見られがちだが、実際はルネサンス時代の画家パオロ・ウッチェロからの影響が見られることや、絵の具の扱い方においてはプロ顔負けとも言われる技術の持ち主（中でも黒の扱いについてはゴーギャンが「あの黒はルソーにしかだせない」と絶賛するほど）であることから、全ての面において素人だったとは言い難く、プリミティブ・アートとプリミティヴィスムの境界は今日でも曖昧である。

## 素朴派に分類される主たる画家
（注）カッコ内は、正式な職業

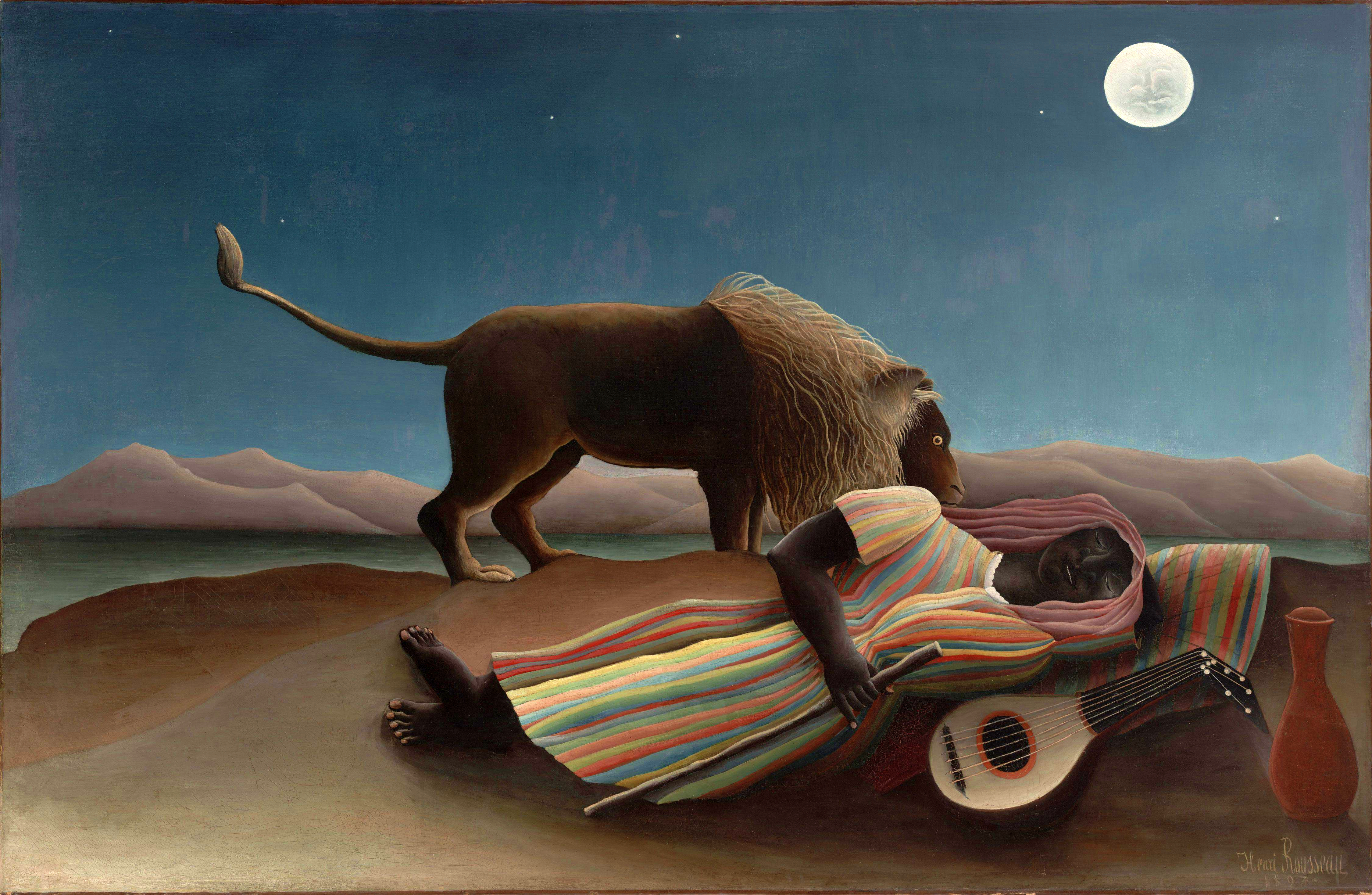
H.ルソー作『眠るジプシー女』1897年

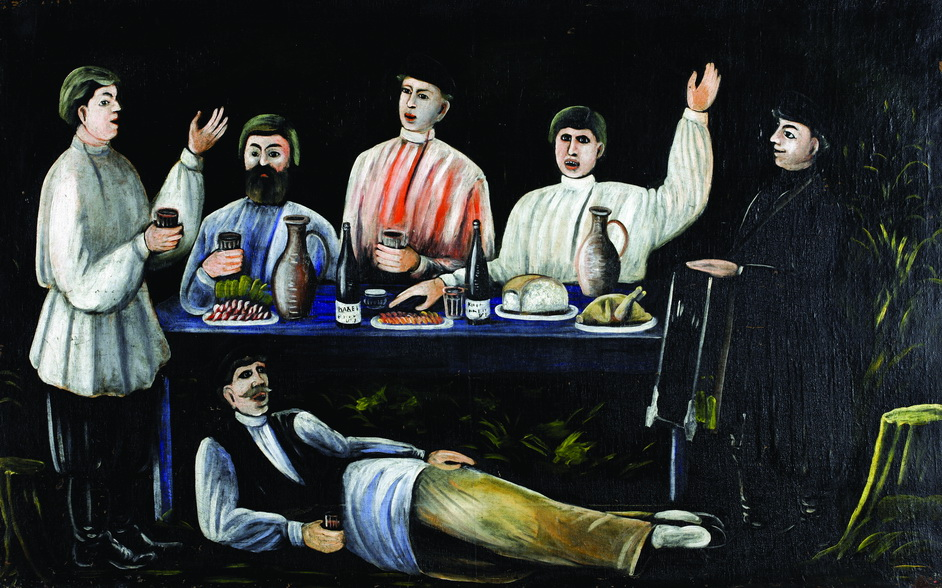
ニコ・ピロスマニ作『Molokaniの宴会』

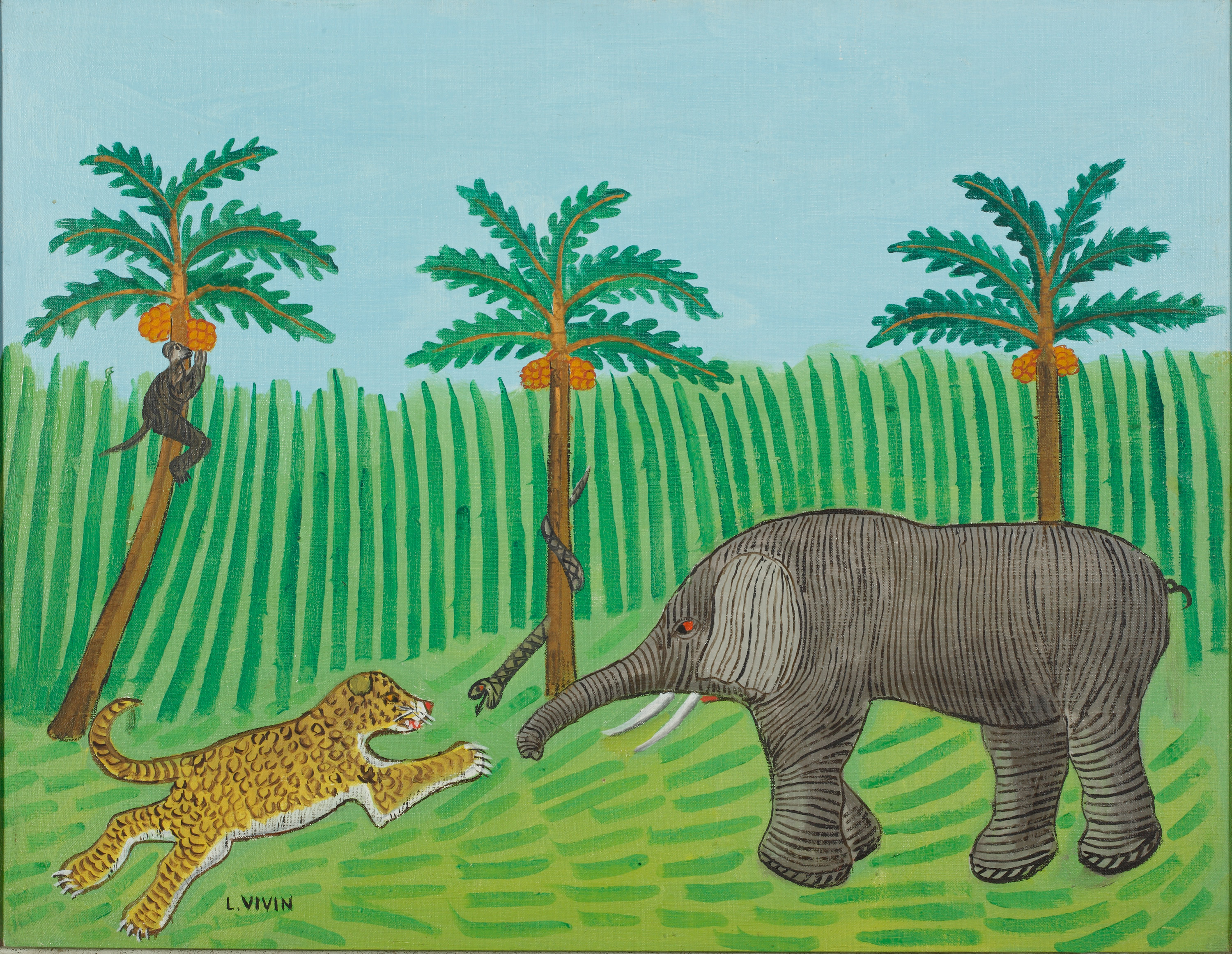
ルイ・ヴィヴァン作『ジャングル』

- アルフレッド・ウォリス、1855-1942（船具商）
- アンドレ・ボーシャン、1873-1958
- アンリ・ルソー、1844-1910（税官吏）
- オルネオーレ・メテルリ（イタリア語版）[3]（またはオルネオレ・メテッリ[4][5]）、1872-1939
- カミーユ・ボンボワ（英語版）、1883-1970
- アンナ・メアリー・ロバートソン（グランマ・モーゼス）、1860-1961
- セラフィーヌ・ルイ、1864-1942
- ニコ・ピロスマニ、1862-1918
- フェルディナン・デスノス（フランス語版）、1901-1958
- モード・ルイス、1903-1970
- モーリス・ハーシュフィールド、1872-1946
- ルイ・ヴィヴァン、1861-1936
- ルネ・ランベール（フランス語版）、1896-1991
- ウィルソン・ビゴー（英語版）、1931-2010
- ベリル・クック（英語版）、1926-2008（活動は戦後）
- エクトル・イポリット（英語版）、1894-1948
- ドミニク・ペロネ、1872-1943
- ホレイス・ピピン、1888-1946
- カテリーナ・ヴァシリヴナ・ビロクール 1900-1961
- マリア・プリマチェンコ、1908-1997（ウクライナの戦争で作品がいくつか失われた）
- イヴァン・ジェネラリッチ、1914-1992（クロアチアのガラス絵画家）
- イヴァン・ラツコヴィッチ、1932-2004（クロアチアのガラス絵画家）
- ヨシップ・ジェネラリッチ、1936-2004（クロアチアのガラス絵画家、イヴァン・ジェネラリッチの息子）

日本人では、次のような画家が、素朴派とされることがある。
- 山下清、谷内六郎、塔本シスコ、丸木スマ（丸木位里の母）、原田泰治、藤田龍児（左手時代以降）。

また、「画家」ではないが、次の者が素朴派とされることもある。
- フェルディナン・シュヴァル、1836-1924（郵便配達夫）